# Несса (Франция)
Несса (фр. Nessa, корс. Nessa) — коммуна во Франции, находится в регионе Корсика. Департамент коммуны — Верхняя Корсика. Входит в состав кантона Бельгодер. Округ коммуны — Кальви.
Код INSEE коммуны — 2B175.

## Население
Население коммуны на 2008 год составляло 114 человек.
| 1962 | 1968 | 1975 | 1982 | 1990 | 1999 | 2008 |
| ---- | ---- | ---- | ---- | ---- | ---- | ---- |
| 97   | 97   | 98   | 100  | 91   | 77   | 114  |

## Экономика
В 2007 году среди 55 человек в трудоспособном возрасте (15—64 лет) 34 были экономически активными, 21 — неактивными (показатель активности — 61,8 %, в 1999 году было 65,0 %). Из 34 активных работали 30 человек (17 мужчин и 13 женщин), безработных было 4 (2 мужчины и 2 женщины). Среди 21 неактивных 3 человека были учениками или студентами, 8 — пенсионерами, 10 были неактивными по другим причинам.

## Фотогалерея

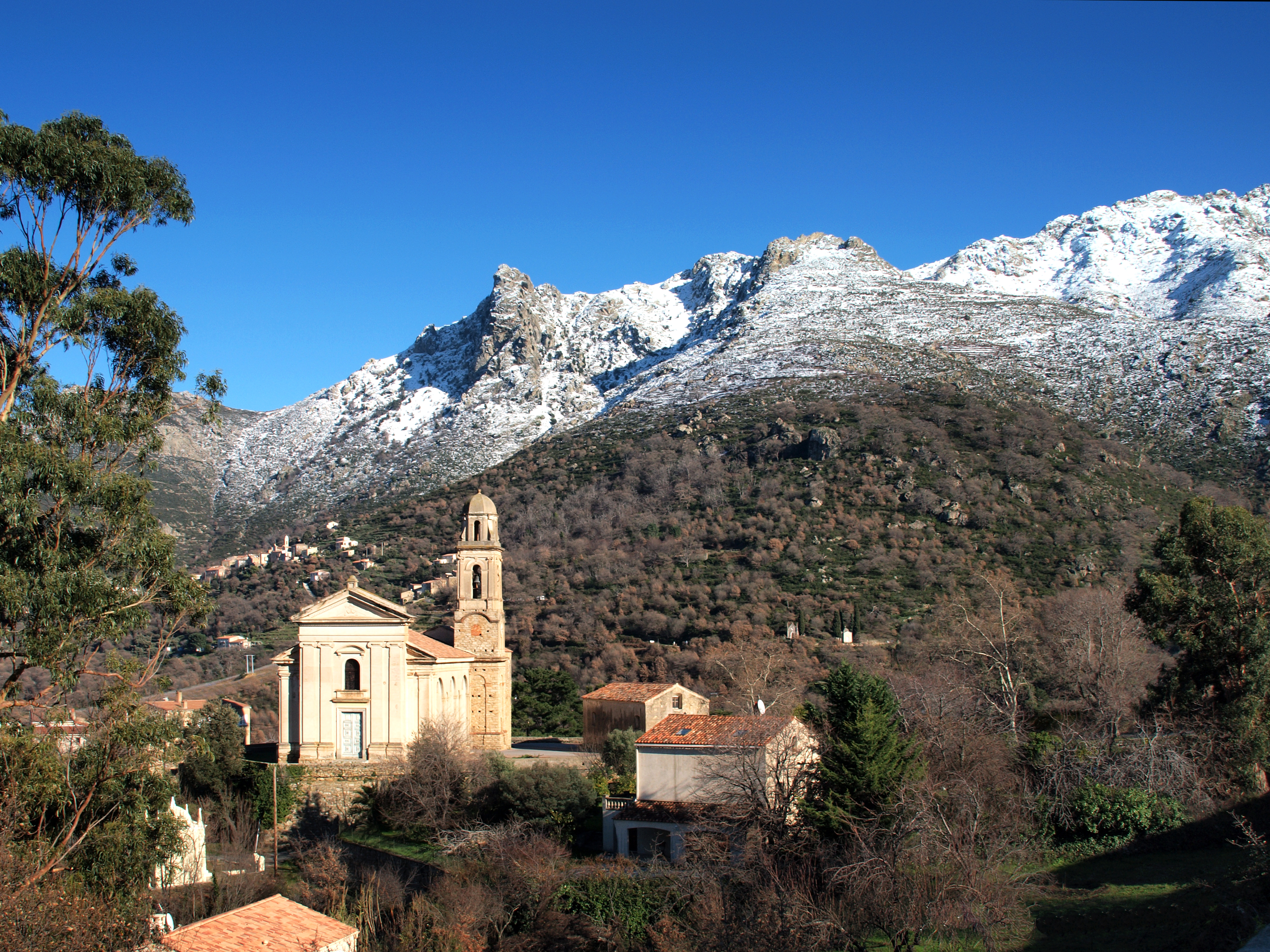
Церковь Saint-Nicolas
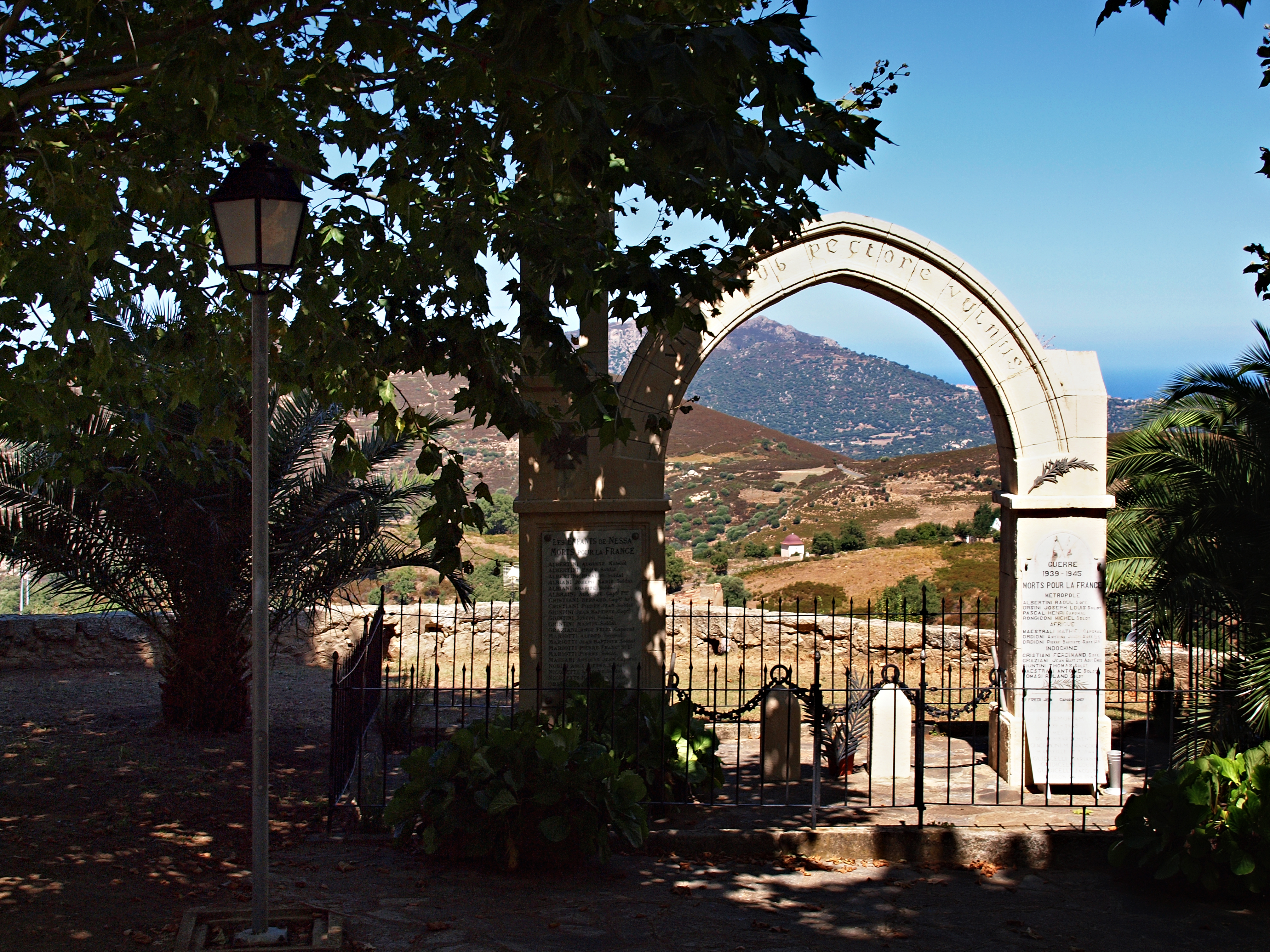
Военный мемориал